# Антонио Алберико II Маласпина
Вижте пояснителната страница за други личности с името Антонио Алберико Маласпина.
Антòнио Алберѝко II Маласпѝна (на италиански: Antonio Alberico II Malaspina; * ср. XV век; † 13 април 1519, Маса, Маркграфство Маса, синьория Карара, Монета и Авенца) е италиански благородник, маркиз на Фосдиново и господар на Маса и Карара.

## Произход
Той е най-големият син на Джакомо I Маласпина († 1481), маркиз на Фосдиново до 1467 г. и господар на Маса и Карара до смъртта си, и на Тадеа Пико дела Мирандола († 1481), господарка на Скалдасоле (1461) и дъщеря на Франческо III Пико. Има един по-малък брат:
- Франческо († 1484), маркиз на Санадзаро де' Бургонди с Пиеве ди Албиньола, Аланя и Ферера, господар на Скалдасоле, съгосподар на Маса (1481 – 1483), съпруг на Костанца Фоляни, племенница на Франческо I Сфорца.

## Биография

### Конфликт с брат му
След смъртта на баща си през 1481 г. той го наследява заедно с брат си Франческо. Веднага между тях започва конфликт, подклаждан и от майка им Тадеа, която иска да види като господар единствено Антонио. Конфликтът остава в латентно състояние няколко години благодарение на посредничеството на комисаря на Лудовико Мария Сфорца от Понтремоли и нуждата да се защити държавата от нападението на миланските бунтовници (май 1483 г.).
Конфликтът обаче се разгаря в началото на 1484 г., когато Антонио Алберико II окупира всички крепости на маркграфството и брат му със семейството си намира убежище в Авенца (днес подселище на Карара). Франческо получава подкрепата на чичо си, маркиз Габриеле II Маласпина. След няколко месеца на взаимни нападения и опити за посредничество от различни страни Габриеле II изпраща в Авенца военен контингент под командването на най-големия си син, за да предотврати продажбата ѝ на генуезеца Банко ди Сан Джорджо (8 юни). Месец по-късно пратеник на Лудовико Сфорца, Антонио да Апиано, пристига в маркграфството със задачата да помири двамата братя. Докато преговорите вървят, Франческо Маласпина умира в нощта между 23 и 24 август 1484 г., най-вероятно от малария. Няколко дена по-късно умира и съпругата му. Така Авенца е управлявана от маркиза на Фосдиново, когото починалият е назначил за настойник на децата си заедно с Лудовико Фолиани, Лудовико Сфорца и Палавичино Палавичино.
На 20 декември Антонио Алберико II успява да си върне владението на Авенца въпреки протестите на чичо си и на Лудовико Сфорца. Благодарение на посредничеството на Сфорца през септември 1491 г. е постигнато споразумение, въз основа на което Антонио Алберико отстъпва семейните владенията в Ломбардия на своя племенник Лудовико. Осем години по-късно Лудовико Сфорца, който става херцог на Милано, се опитва да накара Антонио, който няма синове, да признае племенника си за свой универсален наследник: проектът се проваля поради падането на самия херцог и залавянето му от французите.

### Отношения с Миланското херцогство
Въпреки тези контрасти Антонио Алберико II продължава промиланската политика на баща си до края на 1494 г.: на 10 март 1485 г. той подновява 10-годишния договор за Маса, а този за Карара, Монета и Авенца е уговорен завинаги. От 1494 г. той преминава на страната на Флорентинската република. Това е реакция на промяната на политическия съюз, извършена от чичо му Габриеле II Маласпина, с когото винаги е бил в лоши отношенията, дължащи се на подкрепата, която Габриеле оказва на брат му и племенника му. С пристигането на французите и Антонио Алберико, и чичо му се опитват да завладеят бившето Маркграфство Фивицано, върху което имат права. Отначало чичо му, предпочитан от Лудовико Сфорца и от краля на Франция Шарл VIII, печели. В отговор на това Антонио Алберико се отдалечава от Сфорца и се съюзява с Флоренция, която до този момент управлява Фивицано. През юли 1498 г. Антонио Алберико се опитва да се сближи с Миланското херцогство, вярвайки, че чичо му и Лудовико Сфорца са в конфликт: всъщност това е временна криза и Антонио остава съюзник на Флорентинската република.
През 1494 г. той приема Шарл VIII в своя дворец в Маса и го прави рицар.

### Проблеми с французите и смърт
В следващите години Антонио Алберико II остава верен на този избор на поприще, което му позволява да остане невредим в последвалите една след друга военни кампании за господство в Италия. За кратко той губи контрол над три замъка: Карара, Авенца и Монета. През юни 1500 г. те са конфискувани от командващия френската армия Жан дьо Бомон, изпратен от французите да помогне на Флоренция срещу Пиза. Това е репресия срещу Лудовико Маласпина (племенник на Антонио Алберико), смятан за бунтовник, защото е останал до края на страната на вече сваления херцог на Милано Лудовико Сфорца. За да си ги върне, Антонио Алберико получава искане да заплати 52 хил. дуката. Освен това няколко месеца по-късно трите замъка са предадени на съперника му – неговият чичо Габриеле II Маласпина, но Фрегозо се опитват напразно да получат собствеността. Благодарение на флорентинската помощ и на херцога на Ферара Ерколе I д’Есте, с когото е свързан, Антонио Алберико успява да си върне владението на 14 май 1501 г. Въпреки това изглежда, че по време на дългите преговори за възстановяване на трите замъка той мисли да продаде това, което е останало от неговото маркграфство (на практика само Маса) на Република Лука.
След като тази афера е разрешена положително за Антонио Алберико, не изглежда той да има други проблеми. Така продължава спокойно да управлява държавата си до смъртта си на 13 април 1519 г. Тъй като няма синове, той пише завещание в полза на дъщеря си Ричарда, която през 1529 г. получава от Карл V потвърждението на Маркграфство Маса, Княжество Карара, Монета и Авенца.

## Брак и потомство
∞ за Лукреция д'Есте († 20 януари 1544, Ферара), дъщеря на Сиджизмондо д'Есте, владетел на Сан Мартино ин Рио, и съпругата му Пицокара, от която има три или четири дъщери:
- Елеонора Маласпина († 1515), ∞ за Шипионе Фиески (* ок. 1480; † 1520, Маса), граф на Лаваня.
- Ричарда Маласпина (* 1497, Маса; † 15 юни 1553, Бани ди Лука), маркиза на Маса и суверенна господарка на Карара и анексираната юрисдикция; ∞ 1. за шурея си Шипионе Фиески (* ок. 1480; † 1520, Маса) 2. за Лоренцо Кибо (* 1500, † 1549), граф на Ферентило, от когото има двама сина и една дъщеря. Има и 4 извънбрачни деца.
- Дианора Маласпина, монахиня във Ферара.
- Тадеа Маласпина (* 1505, † 1559), ∞ ок. 1524 за Джовани Батиста Боярдо, граф на Скандиано,[2] вероятно извънбрачна.